# Nikolaus W. Schües
Nikolaus Walter Schües (* 2. Februar 1936 in Hamburg) ist ein deutscher Reeder.

## Ausbildung
Nikolaus W. Schües entstammt einer reformierten Familie, die 1665 aus Urnäsch nach Hamburg einwanderte. Der Sohn des Versicherungskaufmanns und Unternehmers Walter Georg Schües besuchte vier Jahre lang das Internat Louisenlund und legte 1956 das Abitur am Gymnasium Altona ab. Anschließend begann er in Hamburg eine Lehre als Schifffahrtskaufmann, die er 1958 mit dem Kaufmannsgehilfenbrief der Handelskammer Hamburg abschloss. Danach volontierte Schües bei Schifffahrtsfirmen in London, Dublin und New York.

## Berufliche Laufbahn
1961 trat er in die Dienste der 1824 gegründeten Reederei F. Laeisz, 1973 wurde er persönlich haftender Gesellschafter der Firma. Infolge der Schifffahrtskrise von 1982 wurden sämtliche Schifffahrtsaktivitäten von F. Laeisz 1983 in eine neue F. Laeisz Schiffahrtsgesellschaft m.b.H. + Co. KG überführt, die Schües unter Beteiligung der Firma F. Laeisz gründete und leitete. Nach der deutschen Wiedervereinigung kaufte Schües 1993 gemeinsam mit dem Hamburger Kaufmann Horst Rahe von der Treuhandanstalt die Deutsche Seereederei GmbH in Rostock, die frühere Staatsreederei der DDR. Deren Frachtschiffe und die der F. Laeisz Schiffahrtsgesellschaft fuhren von da an für die Reederei F. Laeisz, die seit 1999 im Alleineigentum der Familie Schües ist. 2004 übernahm Schües gemeinsam mit seinem Sohn Nikolaus H. Schües auch die Holdinggesellschaft F. Laeisz, unter deren Dach er heute eine Schifffahrts-, Handels-, Versicherungs- und Dienstleistungsgruppe betreibt, zu der im Wesentlichen die Firmen F. Laeisz GmbH, Reederei F. Laeisz G.m.b.H., F. Laeisz Schiffahrtsgesellschaft m.b.H. + Co. KG, F. Laeisz Versicherung AG, "Nikolai" Assecuranz GmbH, Afrikanische Frucht-Compagnie GmbH, Martini Chartering GmbH, Trailer Lloyd Fahrzeugvermietung GmbH & Co. KG, Hamburgische Seehandlung Gesellschaft für Schiffsbeteiligungen mbH & Co. KG und Hamburgische Energiehandlung GmbH gehören. 2005 übergab Schües die Geschäftsleitung an seinen Sohn Nikolaus H. Schües.

## Ehrenamtliches Engagement
Von 1974 bis 1977 war Schües Vorsitzender des Nautischen Vereins zu Hamburg, von 1978 bis Ende 1980 Vorsitzender des Verbandes Deutscher Reeder, dessen Verwaltungsrat er bis 1996 angehörte. Seit 1986 war er Mitglied des Plenums der Handelskammer Hamburg; 1990 wurde er zum Vizepräses sowie zum Vorsitzenden des Ausschusses für Inneres und im Mai 1996 zum Präses der Kammer gewählt. Nach Ablauf der maximalen Amtszeit eines Präses wurde Nikolaus W. Schües von 2002 bis 2005 erneut zum Vizepräses der Handelskammer Hamburg gewählt. Von Februar 1997 bis 2005 war Schües Vizepräsident des Deutschen Industrie- und Handelskammertages (DIHK), von 2005 bis 2013 Mitglied des DIHK-Ältestenrates. Daneben gehört Schües einer Reihe von Aufsichtsräten und Beiräten von Firmen sowie ehrenamtlichen Gremien im karitativen und kulturellen Bereich an; u. a. war er von 2005 bis 2011 Vorsitzender der Jung-Stiftung für Wissenschaft und Forschung, von 2010 bis 2014 des „Freundeskreises Elbphilharmonie und Laeiszhalle e. V.“ und von 2005 bis 2013 der 1989 von ihm mitgegründeten Wasserstoff-Gesellschaft Hamburg, die seit 2014 die nach ihm benannte Nikolaus W. Schües-Medaille verleiht. Gemeinsam mit seiner Frau gründete er die Kunststiftung Christa und Nikolaus W. Schües. Schües ist Mitglied der Freien Akademie der Künste in Hamburg, des Kuratoriums der Stiftung zur Förderung der hamburgischen Kunstsammlungen und war Kuratoriumsmitglied der Hamburgischen Kulturstiftung. Von 2006 bis 2010 war er Mitglied des Hochschulrates der Hochschule für bildende Künste Hamburg (HfbK).

## Familie
Nikolaus W. Schües ist seit 1962 mit Christa Schües verheiratet; zu seiner Familie gehören vier erwachsene Kinder und 17 Enkel. Schües lebt in Hamburg-Blankenese.

## Ehrungen
2001 erhielt Schües die Medaille für treue Arbeit im Dienste des Volkes der Hansestadt Hamburg, 2003 das Verdienstkreuz 1. Klasse des Bundesverdienstordens und 2014 die Gustav Schiefler Medaille der Lichtwark-Gesellschaft.